# Дело Погружальского
Дело Погружальского — неофициальное название истории об умышленном поджоге Государственной публичной библиотеки АН УССР 24 мая 1964 года её сотрудником Виктором Владимировичем Погружальским.

## Поджог украинского фонда и отдела старопечатных изданий
Впервые о поджоге кратко сообщила 26 мая 1964 газета «Вечерний Киев». Во время пожара сгорел практически весь украинский фонд и отдел старопечатных изданий, вся украинистика библиотеки — примерно 600 000 книг и рукописей. Общие убытки государства составили 883 тысяч рублей.

## Суд над поджигателем
Поджог совершил сотрудник библиотеки Виктор Владимирович Погружальский. Согласно некоторым источникам, Владимир Погужельський или Виталий Погаржельський тайный сотрудник КГБ. Свою фамилию он якобы собственноручно поменял, мотивируя желанием отмежеваться от отца, который в своё время был осуждён как «заклятый враг народа».
Суд над поджигателем был открытым. Погружальский мотивировал свой поступок «местью директору» библиотеки. На суде не поднимался вопрос, почему Погружальский, который работал в русском отделе библиотеки с целью мести директору поджег отдел украинистики. Погружальский был приговорён к 10 (по другим данным — до 15) лет лишения свободы. После освобождения поселился в Молдове и, по некоторым сведениям, даже работал в одной из библиотек. По состоянию на 2006 проживал в столице ПМР Тирасполе, оставшись гражданином Украины.

## «След КГБ»
Диссидент Е. А. Сверстюк в 1964 написал острый политический памфлет «По поводу процесса над Погружальским», который считается одним из главных текстов украинского самиздата и имел чрезвычайно большую популярность в подполье 1960—1970-х. В тексте виновником поджога называется тогдашняя «антиукраинская» власть. Украинский дипломат и писатель А. М. Овсюк в своих воспоминаниях сообщает, что имел разговор с заместителем Министра иностранных дел УССР А. С. Киселём, который сообщил, что «Какой там к черту Пидгурский. Нам позвонили в ЦК, библиотека горит, и мы немедленно бросились туда. Попали в помещение и там на всех стеллажах с украинскими изданиями, особенно дореволюционными и эмигрантскими висели таблички с надписями „К сожжению“. КГБ всё это сделал. Правда, часть изданий нам удалось спасти». По словам О. С. Забужко, за один день сгорели «укр. стародруки, й літописи — ціле наше середньовіччя пішло з димом, майже вся домосковська доба».

## Частичное восстановление фондов
Большую часть библиотеки удалось восстановить за счёт изданий из обменно-резервного фонда, рассредоточенного по подвалам жилых домов Киева.

## Ссылка
- Киевский Герострат. Дело Погружальского. видео
- Белоконь С. Пожары Киевской публичной библиотеки АН УССР 1964 и 1968
- По поводу процесса над Погружальским
- Забытая трагедия: как горела история Украины